# Duanjina liangdiana
Duanjina liangdiana är en insektsart som beskrevs av Kuoh 1981. Duanjina liangdiana ingår i släktet Duanjina och familjen dvärgstritar. Inga underarter finns listade i Catalogue of Life.